# Flaga Chabarowska
Flaga Chabarowska (ros: Флаг Хабаровска) – jeden z symboli miejskich Chabarowska, w obecnej postaci przyjęty oficjalnie przez radę miejską 30 października 2007 roku.

## Opis i symbolika
Flaga Chabarowska to prostokątny materiał w proporcjach (szerokość do długości) – 2:3 podzielony na trzy pionowe, nieproporcjonalne pasy o kolorach: czerwonym, białym i niebieskim. Na środkowym, węższym pasie (w proporcji 1/5 do całości flagi) umieszczono stary (z czasów Imperium Rosyjskiego) Herb Chabarowska. Na lewym pasie znajduje się czarny niedźwiedź, a na prawym złoty tygrys. Obie figury zwrócone do siebie paszczami podtrzymują znajdujący się pośrodku herb.
Kolory flagi nawiązują do flagi rosyjskiej. Błękit w umieszczonym na fladze herbie symbolizuje rzekę Amur nad którą leży Chabarowsk, a azjatycki i tygrys syberyjski występujące na obszarze Kraju Chabarowskiego, podobnie jak widoczny na herbie łosoś, zajmują ważne miejsce w kulturze miasta i regionu. 
Użycie flagi jest regulowane uchwałą (nr. 504) Rady Miasta Chabarowska.